# St. Johannes Baptist (Windach)

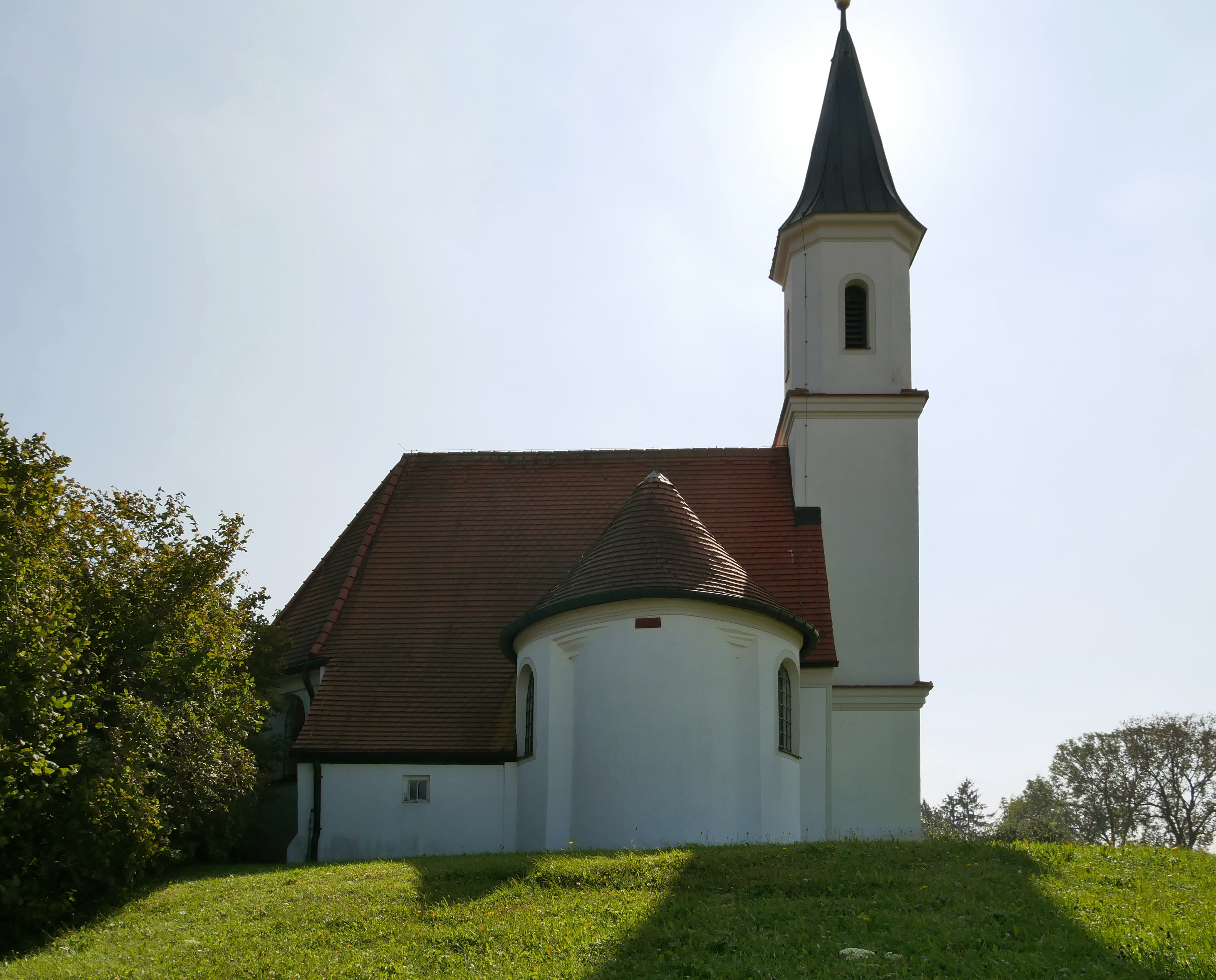
St. Johannes Baptist in Windach

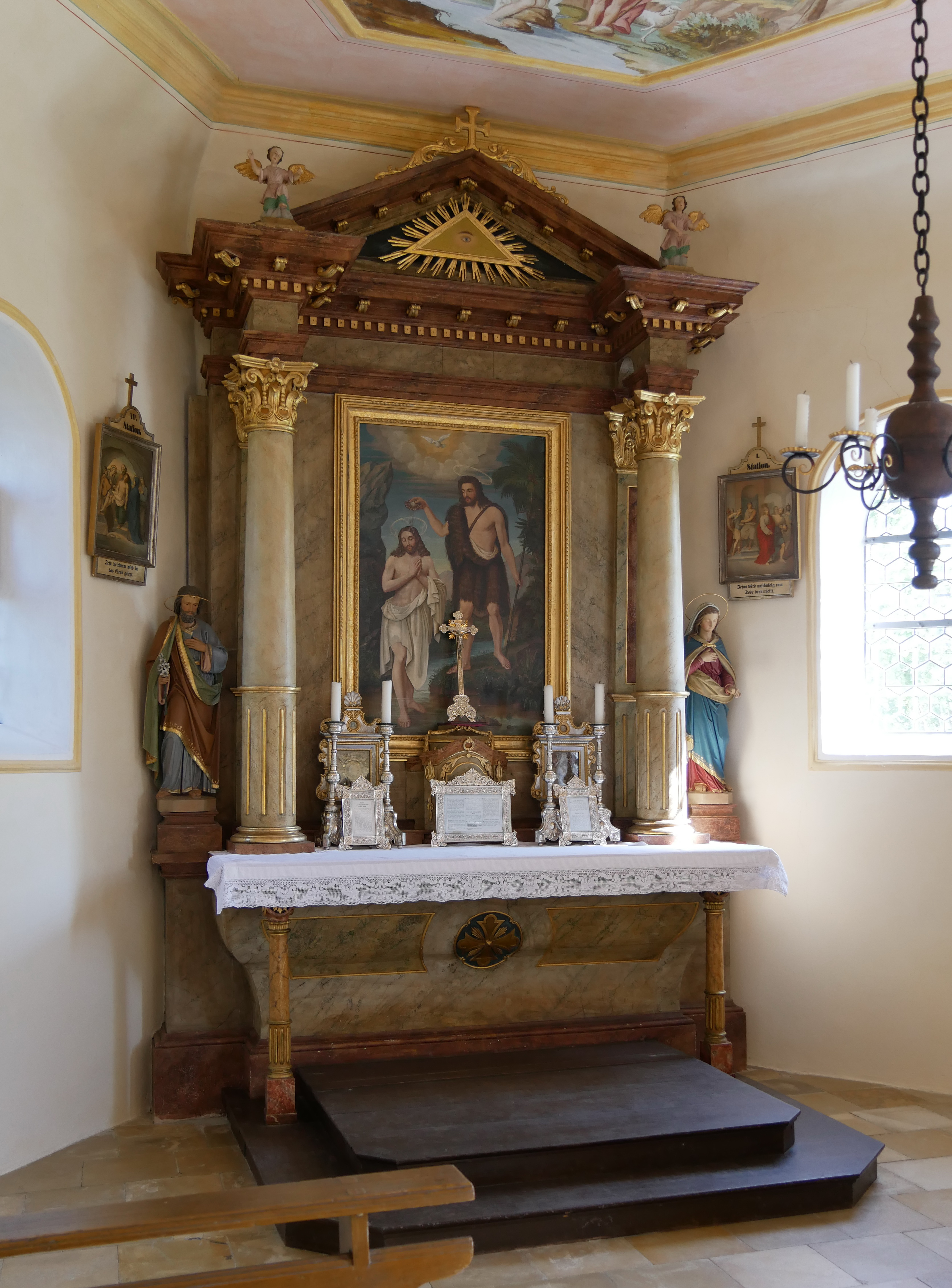
Hochaltar

Die römisch-katholische Filialkirche St. Johannes Baptist, auch als St. Johannes der Täufer bezeichnet, steht in Windach, einem Gemeindeteil von Moorenweis im oberbayerischen Landkreis Fürstenfeldbruck. Sie ist in der Liste der Baudenkmäler in Moorenweis unter der Nr. D-1-79-138-27 eingetragen. Die Kirche gehört zum Dekanat Landsberg im Bistum Augsburg.

## Beschreibung
Die im Kern spätgotische Saalkirche wurde 1632 zerstört und in der zweiten Hälfte des 17. Jahrhunderts wiederaufgebaut. Sie besteht aus dem Langhaus, dem dreiseitig geschlossenen Chor im Osten und dem Kirchturm mit spitzem Helm an der Fassade im Westen. Für die Nordwand des Langhauses wurde 1678 eine Kapelle gestiftet. Im Retabel des Hochaltars aus dem späten 19. Jahrhundert ist die Taufe Jesu dargestellt.